# Oh Ha-na
Oh Ha-na (* 8. Januar 1985 in Seongnam) ist eine südkoreanische Florettfechterin.

## Erfolge
Oh Ha-na erfocht vor allem im Mannschaftswettbewerb internationale Erfolge. So wurde sie 2010 und 2014 Asienmeister mit der Mannschaft, 2007 und 2012 belegte sie den zweiten Rang. Im Einzel gewann sie 2010 und 2012 jeweils Bronze. Bei den Asienspielen 2010 in Guangzhou und 2014 in Incheon gewann sie jeweils die Goldmedaille mit der Mannschaft. 2010 belegte sie in Paris mit der Mannschaft den Bronzerang bei der Weltmeisterschaft. Bei den Olympischen Spielen 2012 in London erreichte sie mit der Mannschaft das Gefecht um Bronze, das gegen Frankreich mit 45:32 gewonnen wurde.